# Lignan-de-Bazas
Lignan-de-Bazas település Franciaországban, Gironde megyében. Lakosainak száma 403 fő (2022. január 1.). Lignan-de-Bazas Le Nizan, Bazas, Marimbault, Pompéjac és Uzeste községekkel határos.

## Népesség
A település népességének változása:
| Lakosok száma | 215  | 219  | 236  | 252  | 352  | 381  | 409  | 439  | 427  | 403  |
|               | 1968 | 1982 | 1990 | 2006 | 2013 | 2015 | 2017 | 2019 | 2020 | 2022 |